# E3 Harelbeke 2001
De E3 Harelbeke 2001 is de 44e editie van de wielerklassieker E3 Harelbeke en werd verreden op zaterdag 31 maart 2001. Andrej Tchmil kwam na 209 kilometer als winnaar over de streep.

## Uitslag
| Plaats  | Naam              | Ploeg                        | Tijd     |
| ------- | ----------------- | ---------------------------- | -------- |
| Winnaar | Andrei Tchmil     | Lotto-Adecco                 | 5u08’49” |
| 2       | Steffen Wesemann  | Team Deutsche Telekom        | + 1’08”  |
| 3       | Martin Hvastija   | Alessio                      | + 1’10”  |
| 4       | Jo Planckaert     | Cofidis                      | + 1’16”  |
| 5       | Tristan Hoffman   | CSC-Worldonline              | z.t.     |
| 6       | Gabriele Balducci | Tacconi Sport-Vini Caldirola | z.t.     |
| 7       | Andrej Hauptman   | Tacconi Sport-Vini Caldirola | z.t.     |
| 8       | Chris Peers       | Cofidis                      | z.t.     |
| 9       | Davide Casarotto  | Alessio                      | z.t.     |
| 10      | Markus Zberg      | Rabobank                     | z.t.     |